# 波波鎮區 (密歇根州)
波波鎮區（英語：Paw Paw Township）是位於美國密歇根州范布倫縣的一個行政鎮區。

## 地方資料
波波鎮區的面積為95.90平方千米，當中陸地面積為91.20平方千米，而水域面積為4.70平方千米。根據2020年美國人口普查的數據，當地共有人口6881人，而人口密度為每平方千米71.75人。